# Landesintegrationsrat Nordrhein-Westfalen
Der Landesintegrationsrat NRW ist der Landesverband der kommunalen Integrationsräte, die in den Gemeinden und Städten Nordrhein-Westfalens bestehen. Im Februar 2012 wurde er mit der Verabschiedung des Teilhabe- und Integrationsgesetzes gesetzlich verankert. Gründer und Vorsitzender dieser Dachorganisation für Migranten in NRW ist seit 1996 Tayfun Keltek.

## Organisation und Struktur
Der Landesintegrationsrat Nordrhein-Westfalen ist das demokratisch legitimierte Vertretungsorgan der im Land Nordrhein-Westfalen nach der geltenden Gemeindeordnung konstituierten Integrationsräte. Mit ihrem Landeszusammenschluss geben sich die Integrationsräte ein Forum, das ihre Interessen und Anliegen aufgreift und dadurch ihre Arbeit vor Ort unterstützt. Die Selbstentscheidungskompetenzen der Gemeinden und der Integrationsräte bleiben davon unberührt. Als einziger aus Urwahlen der Migranten hervorgegangener demokratisch legitimierter Gesprächspartner des Landtags und der Landesregierung ist der Landesintegrationsrat NRW das zentrale Gremium bei der Vertretung der Interessen der Migranten in Nordrhein-Westfalen.
Seine Organe bildet der Landesintegrationsrat NRW nach dem Delegiertenprinzip: Die Integrationsräte entsenden Vertreter in die Mitgliederversammlung und den Hauptausschuss des Landesintegrationsrates NRW und wählen den Vorstand. In diesen Gremien beraten und erarbeiten die Delegierten die inhaltlichen Positionen. So bündelt der Landesintegrationsrat NRW die Anliegen und Interessen seiner Mitglieder auf Landesebene. Im Rahmen von Anhörungen im Landtag sowie im regelmäßigen Austausch mit den Fraktionen und der Landesregierung gibt der Vorstand die Positionen weiter.

## Grundsätze und Aufgaben
Der Landesintegrationsrat tritt für die kulturelle, soziale, rechtliche und politische Gleichstellung der im Land lebenden Migranten ein, die ihren Lebensmittelpunkt im Land Nordrhein-Westfalen haben. Hierbei arbeitet der Landesintegrationsrat mit allen Institutionen und Organisationen zusammen, die sich gleichermaßen an diesen Grundsatz gebunden fühlen. Er ist dabei keiner Partei, sondern nur dem Gemeinwohl verpflichtet. Der Landesintegrationsrat ist bestrebt so einen wesentlichen Beitrag zum friedlichen Zusammenleben der zugewanderten und angestammten Menschen Nordrhein-Westfalens in einer von vielen Kulturen geprägten Gesellschaft zu leisten.
Der Landesintegrationsrat NRW vertritt die Interessen der Migranten in zahlreichen Institutionen und Einrichtungen in Nordrhein-Westfalen. Vom Landtag wird er aufgefordert, Stellungnahmen zu Themen einzureichen, die integrationspolitische Bereiche berühren. Der Landesintegrationsrat initiiert darüber hinaus einige Fragestellungen selbst. Beispielsweise tritt er für einen raschen Fortschritt bei Themen wie das kommunale Wahlrecht für Drittstaatsangehörige, die Bekämpfung des Rechtsextremismus und -populismus, die Interkulturelle Öffnung der Verwaltung, und die Förderung natürlicher Mehrsprachigkeit ein. Gemeinsam mit Partnern aus Land und Kommunen führt er dazu Veranstaltungen, Tagungen und Seminare durch. Ferner äußert sich der Landesintegrationsrat NRW in Pressemitteilungen und Positionspapieren, stellt seinen Mitgliedern und der fachpolitischen Öffentlichkeit eigene Studien und Handreichungen zur Verfügung.
Darüber hinaus unterstützt der Landesintegrationsrat NRW die inhaltliche Arbeit seiner Mitglieder. Themen, die für alle Kommunen relevant sind, werden durch Musteranträge aufgearbeitet und für die Integrationsräte vorbereitet, damit sie in ihren Kommunen die politische Initiative ergreifen können.

## Geschichte
Anfang der 1970er Jahre endete die Anwerbung sogenannter Gastarbeiter. Es begann die Phase des Familiennachzugs und der dauerhaften Einwanderung. Viele Frauen und Kinder zogen nach Deutschland. Etliche Kommunen erkannten, dass sie zur Bewältigung der damit einhergehenden gesellschaftlichen Herausforderung auf die Mitarbeit der Betroffenen selber angewiesen waren. Allerdings herrschte die Haltung vor, Unterstützung „für Migranten“ zu leisten. Städte wie Duisburg und Köln, aber auch kleinere Kommunen wie Troisdorf gründeten Ausländerbeiräte. In der Regel wurden die Mitglieder – Deutsche und Nicht Deutsche – bei den Wohlfahrtsverbänden und Gewerkschaften rekrutiert. Ziel war die Beratung der Kommunen bei der sozialen Gestaltung des beginnenden Integrationsprozesses. Die in den Beiräten tätigen Migranten verstanden ihre Arbeit schon bald als politische Vertretung aller Migranten in ihrer Kommune. Sie forderten konsequenterweise Direktwahlen zu den Ausländerbeiräten. Ende der 1970er Jahre kam es zu den ersten Wahlen. Sie unterstrichen den neuen Charakter der Beiräte als kommunales Vertretungsorgan der Migranten einer Stadt. Parallel zu dieser Entwicklung wuchs die Zahl der Ausländerbeiräte in NRW, denn immer öfter wollten Migranten selber die Integrationspolitik mitgestalten. Ihre Themen waren vor allem die Verbesserung des Aufenthaltsstatus, politische Beteiligung und interkulturelle Öffnung in den Städten sowie die schulische Situation der Kinder.
Im Herbst 1986 kamen auf Einladung des stellvertretenden Vorsitzenden des Kölner Ausländerbeirats, Tayfun Keltek, Vertreter aus 17 gewählten Beiräten zusammen. Sie waren sich einig darin, eine politische Vertretung der Migranten in Nordrhein-Westfalen zu gründen. Doch noch fehlte eine Vorstellung, wie sie organisiert sein sollte. Auch das politische Selbstverständnis war umstritten.
Im Juli 1992 wurde in Essen schließlich die „Arbeitsgemeinschaft Ausländerbeiräte Nordrhein-Westfalen (AGA NRW)“ gegründet. Tayfun Keltek wurde zum Vorsitzenden gewählt. Die Gründung der AGA NRW fiel in eine Zeit, in der in Nordrhein-Westfalen bereits intensiv um eine Reform der Gemeindeordnung diskutiert wurde. Mit der offiziellen Gründung sowie der Verabschiedung der AGA NRW-satzung gab es nun auch einen Dachverband, der die Interessen der Migranten für die politische Beteiligung auf Landesebene artikulieren konnte. Die AGA NRW verstand sich als Dachverband der bei ihr organisierten Ausländerbeiräte in Nordrhein-Westfalen. Delegierte der Mitgliedsbeiräte wählten den Landesvorstand und bestimmten den Kurs des Vorstands. Parallel dazu hatte sich seit 1986 der Ausländerrat NRW gebildet. Dieser verstand sich als Ausländerparlament, das unabhängig von politischen Zusammenhängen im Land die Meinung der Migranten formulieren sollte.
Beide Organisationen wurden an der Debatte um die Novellierung der Gemeindeordnung NRW beteiligt. Die von der Landesregierung beabsichtigte Verankerung der Ausländerbeiräte in die Gemeindeordnung begleiteten sie durch politische Stellungnahmen, die Berücksichtigung fanden. Im Oktober 1994 trat die neue nordrhein-westfälische Gemeindeordnung in Kraft. Der § 27 regelte fortan die Einrichtung von Ausländerbeiräten. Sie waren ab einer Mindesteinwohnerzahl von Nicht-Deutschen verpflichtend. In der Gemeindeordnung wurde vorgeschrieben, dass die Beiräte durch die Migranten selbst per Urwahl gewählt werden.
Trotz der positiven Entwicklung kritisierte die AGA NRW die fehlende Mitwirkung von Ratsmitgliedern in den neuen Ausländerbeiräten. So sei die von den AGA-Mitgliedern gewünschte enge Verzahnung der Beiräte mit der Kommunalpolitik nicht gewährleistet. Das – so prophezeite die AGA NRW – würde die Ausländerbeiräte zu wenig wirkungsvoller Arbeit verurteilen. Unter diesen neuen Rahmenbedingungen fanden im Frühjahr 1995 in 137 Kommunen die Ausländerbeiratswahlen statt. Parallel zur Beratung um die neue Gemeindeordnung von Nordrhein-Westfalen hatten Vertreter der AGA NRW und des Ausländerrates am 28. Mai 1993 im Landtag die gemeinsame „Düsseldorfer Erklärung“ unterzeichnet. Darin hielten die beiden Verbände fest, dass sie eine einheitliche und gemeinsame Vertretung der kommunalen Ausländerbeiräte in Nordrhein-Westfalen auf Landesebene für unverzichtbar halten. Ziel ist es, einen gemeinsamen Satzungsentwurf für eine solche Vertretung zu entwickeln.
Zu Beginn des Jahres 1996 wurde nach einer Versammlung der Ausländerbeiräte in Düsseldorf eine Satzungskommission eingerichtet. Im Herbst 1996 legte sie einen fertigen Satzungsentwurf für die Landesarbeitsgemeinschaft der Ausländerbeiräte NRW vor. Bereits am 26. Oktober 1996 fand in Oberhausen die konstituierende Versammlung der Landesarbeitsgemeinschaft der Ausländerbeiräte NRW (LAGA NRW) statt. Die Delegierten der Ausländerbeiräte aus 90 Städten und Gemeinden Nordrhein-Westfalens wählten Tayfun Keltek zu ihrem Vorsitzenden sowie einen breit aufgestellten Vorstand. Und nur zwei Tage später fand in Düsseldorf die erste Pressekonferenz zur Vorstellung der LAGA NRW statt.>
Einige Monate später wurde die Geschäftsstelle der LAGA NRW unter Beteiligung des damaligen nordrhein-westfälischen Ministerpräsidenten Johannes Rau feierlich eröffnet. Als Gastredner sprach der Präsident des Zentralrats der Juden in Deutschland, Ignatz Bubis.
Schon früh nach der Gründung der LAGA NRW beschäftigte sich der Vorstand mit der Fortentwicklung der politischen Beteiligungsmöglichkeiten von Migranten. Das galt für die andauernde Debatte um das kommunale Wahlrecht für alle rechtmäßig in Deutschland lebenden Migranten und für die Struktur der Ausländerbeiräte.
In den Jahren nach der Gründung der LAGA NRW wurden verschiedene abgewandelte Modelle der Migrantenvertretung entwickelt. Alle verfolgten das Ziel, die gewählten Migrantenvertretungen besser mit der Lokalpolitik zu verzahnen und wirksamer zu machen.
Infolge intensiver Debatten und einer Phase des Experimentierens zwischen verschiedenen Modellen von Migrantenvertretungen wurde der § 27 der Gemeindeordnung 2009 und 2013 novelliert. Am vorläufigen Ende der politischen Aushandlungen steht der Integrationsrat als einheitliches Gremium, dem gewählte Mitglieder und bestellte Ratsmitglieder angehören. 2014 wurden die Integrationsräte erstmals zeitgleich mit den Kommunalparlamenten gewählt. Als wesentliche Errungenschaft wird Absatz 8 in § 27 verstanden. Dort heißt es in Satz 1: „Rat und Integrationsrat sollen sich über die Themen und Aufgaben der Integration in der Gemeinde abstimmen. Der Integrationsrat kann sich darüber hinaus mit allen Angelegenheiten der Gemeinde befassen.“
Auf Landesebene spiegelte sich die Weiterentwicklung der kommunalen Gremien in der Namensgebung des Landesverbandes wider. Bereits im Jahr 2000 beschlossen die Delegierten der Mitgliederversammlung die Namensänderung in „Landesarbeitsgemeinschaft der kommunalen Migrantenvertretungen Nordrhein-Westfalen“ (LAGA NRW). Nach den Wahlen zu den lokalen Migrantenvertretungen im Februar 2010 erfolgte eine weitere Umbenennung. Aus der LAGA NRW wurde der „Landesintegrationsrat NRW“.
Mit Verabschiedung des Teilhabe- und Integrationsgesetzes Nordrhein-Westfalen im Februar 2012 wurde der Landesintegrationsrat NRW als institutioneller Ansprechpartner für Landtag und Landesregierung gesetzlich verankert. Von besonderer Bedeutung ist der § 10 „Vertretung auf Landesebene“, in dem ausgeführt wird, dass das Land den Landesintegrationsrat bei der Erfüllung der Integrationsaufgaben anhört.